# Демшиза
Демократи́ческая шизофрени́я, демшиза́ или демофрени́я — неологизм, политическое клише, носящее оскорбительно-иронический характер; оно построено путём сложения частей слов «демократия» и «шизофрения» и указывает на то, что взгляды радикальной части российских демократов с точки зрения их политических оппонентов похожи на психическое расстройство. Иногда употребляется также некоторыми либералами по отношению к оппонентам. Распространённость термина и его потенциально оскорбительный характер отражаются в лингвистических экспертизах.

## Происхождение термина
Впервые термин зафиксирован в печати в мае 1992 года, когда Константин Боровой, рассказывая в интервью «Независимой газете» о своей «Партии экономической свободы», сказал: «Мы же не демшиза какая-нибудь, чтобы требовать на митингах такого-то назначить, а такого-то убрать».
Советский диссидент Лев Краснопевцев приписывает авторство выражения другому диссиденту, С. А. Ковалёву:
Существует выражение, которое, по-моему, пустил в широкий оборот Сергей Адамович Ковалёв — «демшиза». То есть, демократические радикалы-фанатики вульгарного толка. А по сути — антидемократы, оголтелая российская публика пугачёвско-ленинско-черновского типа, которая во все времена кричит одно и то же: «Всё долой! Всех долой!» И больше ничего не хочет и не может.
Лев Рубинштейн писал: «Широко распространённое ныне словечко „демшиза“ появилось именно в те же годы, причём возникло оно в либеральной среде для обозначения чего-то чрезмерного, оголтелого и безвкусного в пределах самой либеральной риторики».

## Проявления и признаки демшизы
Доктор философских наук, православный публицист и писатель Виталий Аверьянов относит к проявлению демшизы «русофобствующий антинационализм», при котором врагом объявляется русская историческая политическая традиция, понимаемая им как «исконная русская терпимость» и воплощение государства «в форме империи, а не узконационального образования», и называет демшизу «средством разрушения государства».

## Возникновение и роль в российской политической жизни
По мнению историка К. Г. Холодковского, появление в российском демократическом движении демшизы, «понимавшей политическую деятельность только как совокупность акций протеста, митингов, внутренних склок и тому подобного», было в значительной мере неизбежно. Холодковский связывает это с тем, что практически все структуры гражданского общества, образованные в СССР на стыке 1980—1990-х годов, были созданы как инструмент противостояния коммунистическому государству. По мнению Холодковского, демшиза уже в 1992—1993 годах была маргинализирована в российском обществе.
Публицист Рустем Вахитов высказывает мысль, что «демшиза» сыграла свою подчинённую роль в событиях начала 1990-х в России, но в настоящее время утратила свои позиции.